# Náttmálatindur
Náttmálatindur är en bergstopp i republiken Island. Den ligger i regionen Austurland, 300 km öster om huvudstaden Reykjavík. Toppen på Náttmálatindur är 728 meter över havet.
Närmaste större samhälle är Höfn, nära Náttmálatindur.